# Susanna Fritscher
Susanna Fritscher est née en 1960 à Vienne, en Autriche est une artiste plasticienne autrichienne. Elle vit et travaille à Montreuil, en France.

## Parcours artistique
Susanna Fritscher ne se considère pas comme artiste minimaliste, n'étant pas de cette génération, même si elle aime ce courant artistique historique.
Son travail vise à renouveler la perception de certains espaces, à travers des œuvres interagissant subtilement avec l'architecture.
Elle investit des lieux, créant un dédale de salles immaculées et austères, habitées de panneaux de verre, de Plexiglas, de film plastique, peints en blanc, dans ses multiples déclinaisons, par projection au pistolet, en couches fines. Seule la touche du pinceau, apportant la vibration, le sens et l'émotion, explorant la frontière entre le matériel et l'immatériel.
Depuis 2004, elle intervient dans le cadre de réalisations architecturales. Elle est surnommée « la dame blanche » ; elle n'utilise pratiquement pas de couleur. Sa palette est faite de lumière et non de pigment. Elle peint des plaques de verre, projette des films de lumière, couvre la cour du Frac Lorraine  d'une pellicule d'eau, troue l'aéroport de Vienne de puits transparents, transforme le plafond des Archives nationales en surface réfléchissante.
En 2017, elle participe à la Biennale de Lyon, Mondes Flottants dont la commissaire est Emma Lavigne.
En 2020, elle est sélectionnée pour créer une œuvre dans l'une des gares du Grand Paris. Elle réalisera une installation monumentale dans la gare de Saint-Maur-Créteil.

## Quelques œuvres
- Les plis, blancs sur fond blanc
- Peinture sur film Novofol(©) - 970 × 40 × 0,1 cm
- Installation éclairée au néon au Musée Zadkine, 2003

## Expositions personnelles et Installations
- Flügel Klingen, 3 dispositifs sonores, Collection Lambert, France, 2025
- Frémissements, Centre Pompidou-Metz, France, 2020
- Für die Luft (Rien que l’air), Louvre Abu Dhabi, 2019 (oeuvre de la Collection Centre Pompidou, Paris)
- Scan / the eyes, EAC, Contemporary Art Space, Montevideo, Uruguay, 2019
- De l’air, de la lumière et du temps, Musée d’Art de Nantes, Nantes, France, 2017
- Capture, Espace de l’Art Concret, Mouans-Sartoux, France, 2015
- Soudain nous vîmes avec de force, Frac Corse, Corté, France, 2014
- Promenade blanche / Weisse Reise, Frac Franche-Comté, Besançon, France
- Blanc de titre, performance, Palais de Tokyo, Paris, 2013
- Spektren, Zollverein, Essen, Allemagne, 2013
- Une autre pièce: blanc, installation sonore, Galerie Thomann, Vienne, Autriche, 2012
- Lautmalerei, installation sonore, Théâtre de la Cité Internationale, Paris, France, 2012
- Überschattung, 15″ Susanna Fritscher, Innsbruck, Autriche, 2011
- il y a ce que je sais, installation sonore, Chapelle Sainte-Tréphine, Pontivy, France, 2011

## Distinctions
- prix Aurélie-Nemours, 2024[4]